# San Pascual, Ávila
San Pascual là một đô thị ở tỉnh Ávila, Castilla và León, Tây Ban Nha. Theo điều tra dân số 2011 (INE), đô thị có dân số là 52 người.